# Lena Fritzén
Maj Lena Birgitta Fritzén, född 24 maj 1952, är en svensk pedagog. Hon var i många verksam som professor vid Linnéuniversitet.

## Biografi
Fritzén har en bakgrund som lärare vid grundskolan, fortbildare och lärarutbildare. I början av 1990-talet var hon medförfattare till de två volymerna i Lilla miljöräkneboken, läromedel för grundskolans årskurser 3 till 7. Hon disputerade 1998 i pedagogik vid Lunds universitet, med avhandlingen Den pedagogiska praktikens janusansikte.
Lena Fritzén var länge professor vid institutionen pedagogik, psykologi och idrottsvetenskap vid Linnéuniversitetet, där hon numera är professor emerita. I sin forskning har hon haft fokus på lärandets villkor, i mötet mellan krav från olika system och det mänskliga behovet av att skapa mening. Det inkluderar de demokratiska och moraliska aspekterna hos ämnesundervisning, liksom de kommunikationsmässiga villkoren för ledarskap och hur dokumentstyrning påverkar utvecklingen inom ett yrke. Dessutom har hon forskat om lärandet mellan olika yrken inom hälso- och sjukvården.
Hon blev 2007 prorektor vid Växjö universitet och fortsatte i den rollen vid Linnéuniversitetet fram till 2015 års utgång. Fritzén fortsatte därefter som verkställande ledamot och ledande i styrelsen för Familjen Kamprads stiftelse, där hon suttit sedan stiftelsens bildande 2011 och 2024 fortfarande uppehöll tjänsten. Dessutom fortsatte hon på halvtid med egen forskning inom pedagogik.
2017 besökte Fritzén Stockholm, samma dag som terrordådet skedde på Drottninggatan.